# (65) Cybele
(65) Cybele ist ein Asteroid jenseits des äußeren Hauptgürtels, der am 8. März 1861 vom österreichischen Astronomen Ernst Wilhelm Leberecht Tempel am Observatoire de Marseille in Frankreich entdeckt wurde.
Der Asteroid wurde benannt nach der phrygischen Göttin Kybele, die oft mit Rhea identifiziert wird. Der Asteroid wurde ursprünglich vom bayerischen Ministerialrat Carl August von Steinheil in Anspielung auf Maximilian II. Joseph, König von Bayern, Maximiliana genannt. Der Name galt aber als nichtklassisch und wurde nach Protest von John Herschel, George Biddell Airy, Friedrich Wilhelm August Argelander und anderen vom Berliner Astronomischen Jahrbuch geändert. Der Entdecker hatte die Namensrechte auf Steinheil übertragen „aus Anerkennung für die hervorragenden Leistungen seines aus dessen Werkstätte bezogenen Fernrohrs.“
(65) Cybele wird zwar zu den Hauptgürtelasteroiden gezählt, bewegt sich aber außerhalb der Hecuba-Lücke und ist damit ein Mitglied der nach ihr benannten Cybele-Gruppe.

## Wissenschaftliche Auswertung
Mit Daten radiometrischer Beobachtungen im Infraroten am Kitt-Peak-Nationalobservatorium in Arizona vom März 1975 wurden für (65) Cybele erstmals Werte für den Durchmesser und die Albedo von 309 km und 0,02 bestimmt. Aus Ergebnissen der IRAS Minor Planet Survey (IMPS) wurden 1992 Angaben zu Durchmesser und Albedo für zahlreiche Asteroiden abgeleitet, darunter auch (65) Cybele, für die damals Werte von 237,3 km bzw. 0,07 erhalten wurden. Nach der Reaktivierung von NEOWISE im Jahr 2013 und Registrierung neuer Daten wurden die Werte 2015 zunächst mit 276,6 km bzw. 0,06 angegeben und dann 2016 korrigiert zu 218,6 oder 248,0 km bzw. 0,05 oder 0,06, diese Angaben beinhalten aber alle hohe Unsicherheiten.
Eine spektroskopische Untersuchung von 820 Asteroiden zwischen November 1996 und September 2001 am La-Silla-Observatorium in Chile ergab für (65) Cybele eine taxonomische Klassifizierung als C-Typ. Auf der Grundlage von spektroskopischen Beobachtungen am 23. November 1996 mit dem Photopolarimeter ISOPHOT und am 25. Dezember 1997 mit der Infrarotkamera ISOCAM an Bord des Weltraumteleskops Infrared Space Observatory (ISO) sowie am 10. und 11. Juni 2002 am La-Silla-Observatorium wurden in einer Untersuchung von 2004 thermophysikalische Modelle des Asteroiden erstellt. Aus den archivierten photometrischen und spektroskopischen Daten und unter Berücksichtigung von Informationen über die Gestalt und Rotation wurde ein effektiver Durchmesser von 273 ± 12 km mit Achsen von etwa 302 × 290 × 232 km und eine visuelle Albedo von 0,05 berechnet. Das Spektrum entsprach dem von Regolith, aber eine genauere Analyse war nicht möglich.
(65) Cybele wurde am 8. Februar 2005 mit dem Spitzer-Weltraumteleskop und am 8. und 9. September 2009 mit der Infrared Telescope Facility (IRTF) am Mauna-Kea-Observatorium auf Hawaiʻi erneut spektroskopisch beobachtet, um Informationen über die Oberflächenzusammensetzung des Asteroiden zu erhalten. Das Spektrum, das sehr ähnlich zu dem von (24) Themis war, wies darauf hin, dass die Oberfläche von (65) Cybele von einem Mantel aus feinen wasserfreien Silicatkörnern bedeckt ist, der eine kleine Menge Wassereis und komplexe organische Feststoffe enthält, ähnlich wie die Oberfläche von Kometen. Das gleichzeitige Vorhandensein von Wassereis und wasserfreien Silicaten deutet darauf hin, dass eine Hydratation nicht oder nur unvollständig stattgefunden hat, weil die Temperaturen immer ausreichend niedrig waren. Mit einem thermischen Model wurden für den Durchmesser und die Albedo Werte von 290 ± 5 km und 0,05 abgeleitet. Da Wassereis auf dem Asteroiden nachgewiesen wurde, erfolgte am 11. September 2010 eine spektroskopische Beobachtung mit dem Teleskop I des Keck-Observatoriums auf Hawaiʻi, um nach Anzeichen von sublimiertem Wasser zu suchen. Dies war jedoch erfolglos und für die Produktionsrate wurde ein oberer Wert von 400 kg/s angenommen. Da mit erdgebundenen Teleskopen ein direkter Nachweis der Emissionslinien von Wasser schwierig ist, erfolgte eine weitere Beobachtung mit dem Herschel-Weltraumteleskop am 21. Dezember 2012 im fernen Infrarot. Es konnten wieder keine solchen Emissionslinien gefunden werden und die Produktionsrate wurde auf maximal 23 kg/s geschätzt. Eis kann daher nur in sehr geringen Anteilen in Gemischen oder in reiner Form nur auf sehr kleinen Bereichen der Oberfläche vorliegen. Eine thermische Modellierung lieferte für den Durchmesser und die Albedo Werte von 282 ± 9 km und 0,04.

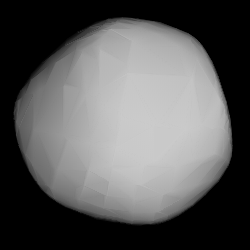
Berechnetes 3D-Modell von (65) Cybele

Photometrische Beobachtungen von (65) Cybele fanden erstmals statt vom 
31. August bis 2. September 1977 am La-Silla-Observatorium. In die Auswertung wurde auch eine Beobachtung während einer Nacht am 8. November 1978 am Table Mountain Observatory in Kalifornien mit aufgenommen. Aus den gemessenen Lichtkurven wurde eine Rotationsperiode des Asteroiden von 6,07 h abgeleitet.

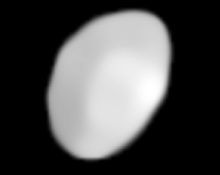
Aufnahme von (65) Cybele durch das Very Large Telescope (VLT) am 21. Juli 2021

Eine Forschergruppe an der University of Arizona und am Planetary Science Institute in Tucson führte in den 1980er Jahren ein Programm zur „Photometrischen Geodäsie“ einer Anzahl von schnell rotierenden Asteroiden des Hauptgürtels durch, darunter auch (65) Cybele. Beobachtungen am Kitt-Peak-Nationalobservatorium bei fünf Gelegenheiten zwischen Februar 1982 und Januar 1986 lieferten nur gering modulierte Lichtkurven. Es wurde vermutet, dass die Gestalt am ehesten einem abgeflachten Maclaurin-Ellipsoid ähnelt. Eine Anwendung der von der früheren Beobachtung bekannten Rotationsperiode von 6,07 h auf die Lichtkurven brachte keine gute Übereinstimmung, aber die geringe Modulation machte eine neue Bestimmung einer Periode sehr schwierig, davon abgesehen, dass Perioden kürzer als 6 Stunden ausgeschlossen werden konnten. Es wurden weitere Beobachtungen des Asteroiden als notwendig erachtet. In einer Untersuchung von 1988 konnte unter Verwendung einer neuen Beobachtung vom Februar 1987 für (65) Cybele eine Lösung für die Position der Rotationsachse bestimmt werden mit retrograder Rotation. Außerdem wurden die Achsenverhältnisse eines dreiachsig-ellipsoidischen Gestaltmodells berechnet, wobei die Äquator-Achsen nahezu gleich groß sind. Für die Rotationsperiode wurde allerdings der früher bestimmte Wert verworfen und stattdessen eine Periode von etwa vier Stunden (oder einem Vielfachen davon) angenommen. Eine neue Beobachtung im April 1988 war nur durch einige Vereinfachungen kompatibel mit der 4-Stunden-Periode, dennoch wurde weiterhin dieser Wert als am wahrscheinlichsten angesehen und zugleich weitere Beobachtungen für nötig gehalten. In Verbindung mit der nachfolgend erwähnten Beobachtung in Argentinien konnte die Lage der Rotationsachse und die Werte für die Achsenverhältnisse noch verbessert werden. Für die Rotationsperiode wurden 4,04 h abgeleitet und die frühere 6-Stunden-Periode weiterhin verworfen.
Die bereits genannte Beobachtung erfolgte am 2. Juli 1989 an der Außenstelle „El Leoncito“ des Felix-Aguilar-Observatoriums in Argentinien. Die Rotationsperiode des Asteroiden wurde in Übereinstimmung mit der Forschergruppe auch zu 4,04 h bestimmt. In einer unabhängigen Untersuchung von 1995 wurde dann aus den Lichtkurven der Jahre 1977 bis 1989 eine von den Ergebnissen der Forschergruppe leicht abweichende Position für die Rotationsachse mit retrograder Rotation erhalten, die Achsenverhältnisse waren weniger ausgeprägt, während für die Rotationsperiode wieder ein Wert von 4,04 h bestimmt wurde.
Weitere Beobachtungen am 12. und 17. Februar 1994 am Charkiw-Observatorium in der Ukraine wurden dann allerdings als nicht zu der 4-Stunden Periode passend gefunden und auch Messungen am 11. April 1994 am Roque-de-los-Muchachos-Observatorium auf La Palma lieferten Daten, die nur zu der früher bestimmten Periode von 6,1 Stunden kompatibel waren.
Eine Entscheidung in der Streitfrage der Rotationsperiode brachten dann mehrere Beobachtungsreihen am Organ Mesa Observatory in New Mexico. Bei einer photometrischen Messung vom 31. Juli bis 13. September 2009 in Zusammenarbeit mit der Goat Mountain Astronomical Research Station (GMARS) in Kalifornien konnte eine detaillierte Lichtkurve mit einer Periode von 6,082 h aufgezeichnet werden. Eine weitere Messung vom 19. November 2011 bis 3. Januar 2012 stand dazu in Übereinstimmung und erbrachte 6,0814 h. Nach beiden Beobachtungsreihen konnte eine Periodizität im Umfeld von 4 Stunden dagegen völlig ausgeschlossen werden. Und auch neue Daten, die bei Messungen vom 12. Mai bis 6. Juni 2014 registriert wurden, führten wieder zu einer Rotationsperiode von 6,081 h.
In einer Untersuchung von 2015 wurde dann mit der Methode der konvexen Inversion aus den archivierten Lichtkurven der Jahre 1977 bis 2014 mit weiteren Daten des United States Naval Observatory (USNO) in Arizona ein dreidimensionales Gestaltmodell des Asteroiden und zwei alternative Positionen der Rotationsachse mit retrograder Rotation und einer Periode von 6,08143 h errechnet. Mit dem neuen Algorithmus All-Data Asteroid Modeling (ADAM) konnte 2017 erneut ein Gestaltmodell erstellt werden, das alle verfügbaren photometrischen und photographischen Daten gut reproduziert. Aus den zuvor bestimmten alternativen Positionen der Rotationsachse konnte eine verworfen werden, während für die Rotationsperiode ein Wert von 6,081435 h und für den mittleren Durchmesser ein Wert von 296 ± 25 km bestimmt wurde.
Abschätzungen von Masse und Dichte für den Asteroiden (65) Cybele aufgrund von gravitativen Beeinflussungen auf Testkörper hatten in einer Untersuchung von 2012 eine Masse von etwa 13,6·1018 kg ergeben, was mit einem angenommenen Durchmesser von etwa 248 km zu einer Dichte von 1,70 g/cm³ führte bei einer Porosität von 59 %. Diese Werte besitzen eine Unsicherheit im Bereich von ±30 %. Eine weitere Untersuchung von 2017 bestimmte die Masse von (65) Cybele mit zwei Methoden zu etwa 15,6 bis 16,0·1018 kg.
Im Juli und August 2021 wurden mit dem adaptiven Optikinstrument SPHERE des Very Large Telescope (VLT) am Paranal-Observatorium in Chile hochauflösende Bilder von (65) Cybele aufgenommen. Der Asteroid war während der Beobachtungen nahezu in Äquator-Aufsicht zu sehen, was genaue Messungen seiner dreidimensionalen Achsen und der Gesamtform ermöglichte. In Verbindung mit den photometrischen Daten der Jahre 1977–2012 und neuen Beobachtungen aus 2016 und 2017 und insbesondere vom 17. April bis 9. August 2021 mit den ferngesteuerten Teleskopen TRAPPIST-North am Oukaïmeden-Observatorium in Marokko und TRAPPIST-South am La-Silla-Observatorium wurde dann in einer Untersuchung von 2023 mit dem Algorithmus Shaping Asteroids with Genetic Evolution (SAGE) erneut ein Gestaltmodell mit einer Position für die Rotationsachse mit retrograder Rotation und einer Periode von 6,081433 h erstellt. Für den äquivalenten Durchmesser wurden 264+5−3 km ermittelt mit Achsen von etwa (296 × 292 × 213) km sowie eine Schüttdichte von 1,54 g/cm³. Insbesondere entsprechen Form und Rotationszustand des Asteroiden perfekt dem hydrostatischen Gleichgewichtszustands eines Maclaurin-Ellipsoids. Das Fehlen einer mit (65) Cybele verbundenen Kollisionsfamilie und die höhere Schüttdichte dieses Körpers im Vergleich zu anderen großen P-Typ-Asteroiden lassen aber darauf schließen, dass er nie einen großen zerstörerischen Aufprall erlebte, auf den eine schnelle Wieder-Zusammenballung folgte. Dennoch kann die Hypothese eines früheren Zusammenpralls nicht ganz ausgeschlossen werden, da in der instabilen Orbitalregion von (65) Cybele eine Kollisionsfamilie über etwa 2 Mrd. Jahre dynamischer Entwicklung vollständig zerstreut werden würde, wodurch alle Hinweise auf einen derart großen Einschlag vernichtet würden. Die Umlaufbahn von (65) Cybele selbst ist langfristig instabil, was bedeutet, dass sie erst vor weniger als 1 Mrd. Jahren auf ihre aktuelle Umlaufbahn gebracht wurde, wahrscheinlich durch eine langsame Drift aus einer relativ stabilen nahen Umlaufbahn im äußeren Hauptgürtel.

## Möglicher Satellit
Bei Beobachtungen der Bedeckung eines Sterns 9. Größe durch (65) Cybele am 17. Oktober 1997 gab es einen möglichen Hinweis auf einen etwa 11 km großen Begleiter des Asteroiden in einer Entfernung vom 917 km von dessen Mittelpunkt. Es gab allerdings keine weiteren Beobachtungen, die dies bestätigt hätten.

## Cybele-Gruppe
(65) Cybele ist Namensgeber einer Gruppe von Asteroiden, die in einer Region ihre Bahn ziehen, die jenseits der Hecuba-Lücke außerhalb an den Asteroidengürtel angrenzt und üblicherweise als die Region zwischen den Bahnresonanzen 2:1 und 5:3 mit Jupiter definiert wird. Die Objekte haben Große Halbachsen zwischen 3,27 und 3,70 AE und eine Bahnneigung von unter 30°. Bis 2015 waren etwa 1500 Cybele-Objekte bekannt, von denen sich einige verschiedenen Kollisions-Familien zuordnen lassen.